# Studer

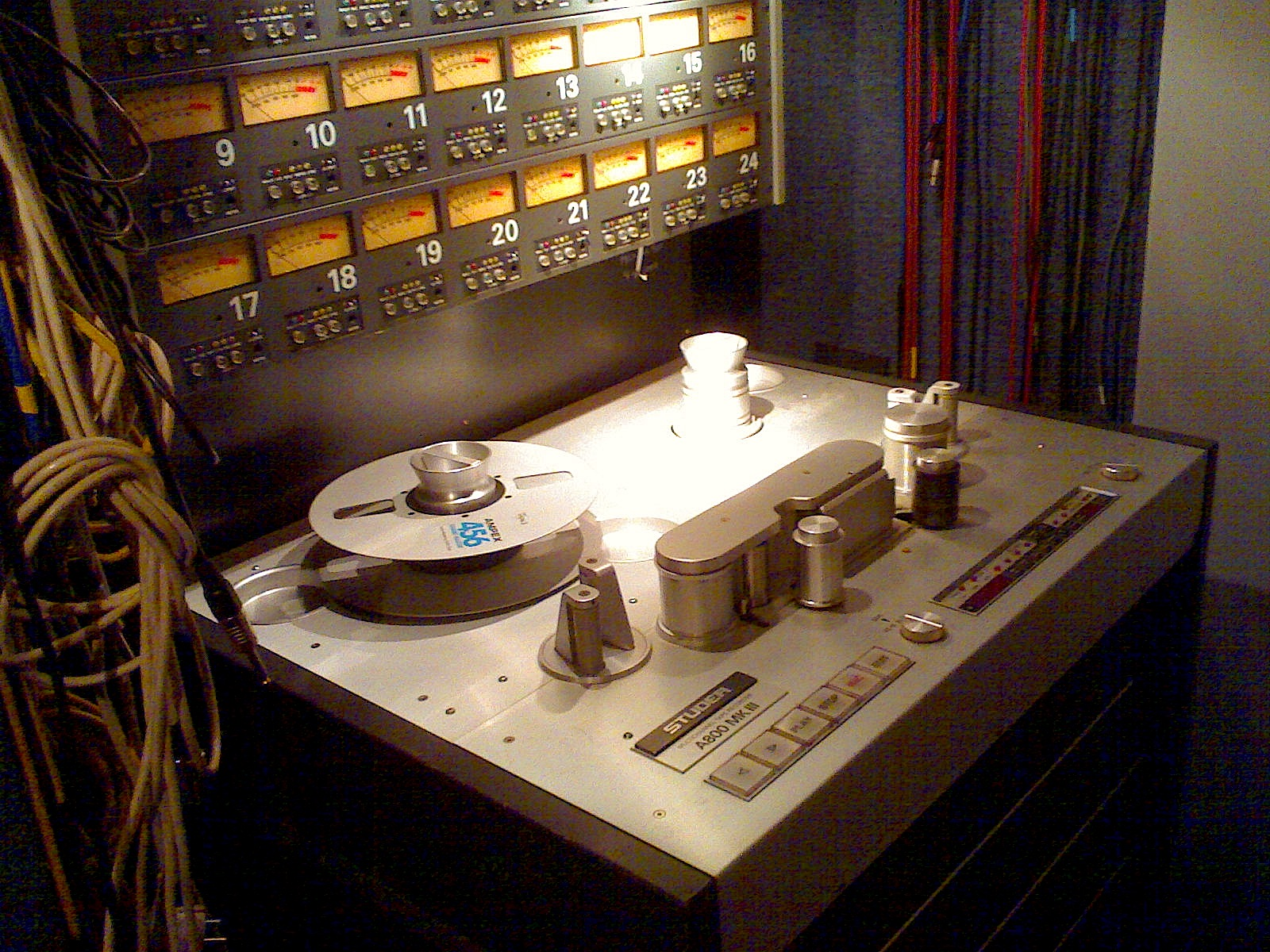
Studer A800 MK III 24 sávos felvevő

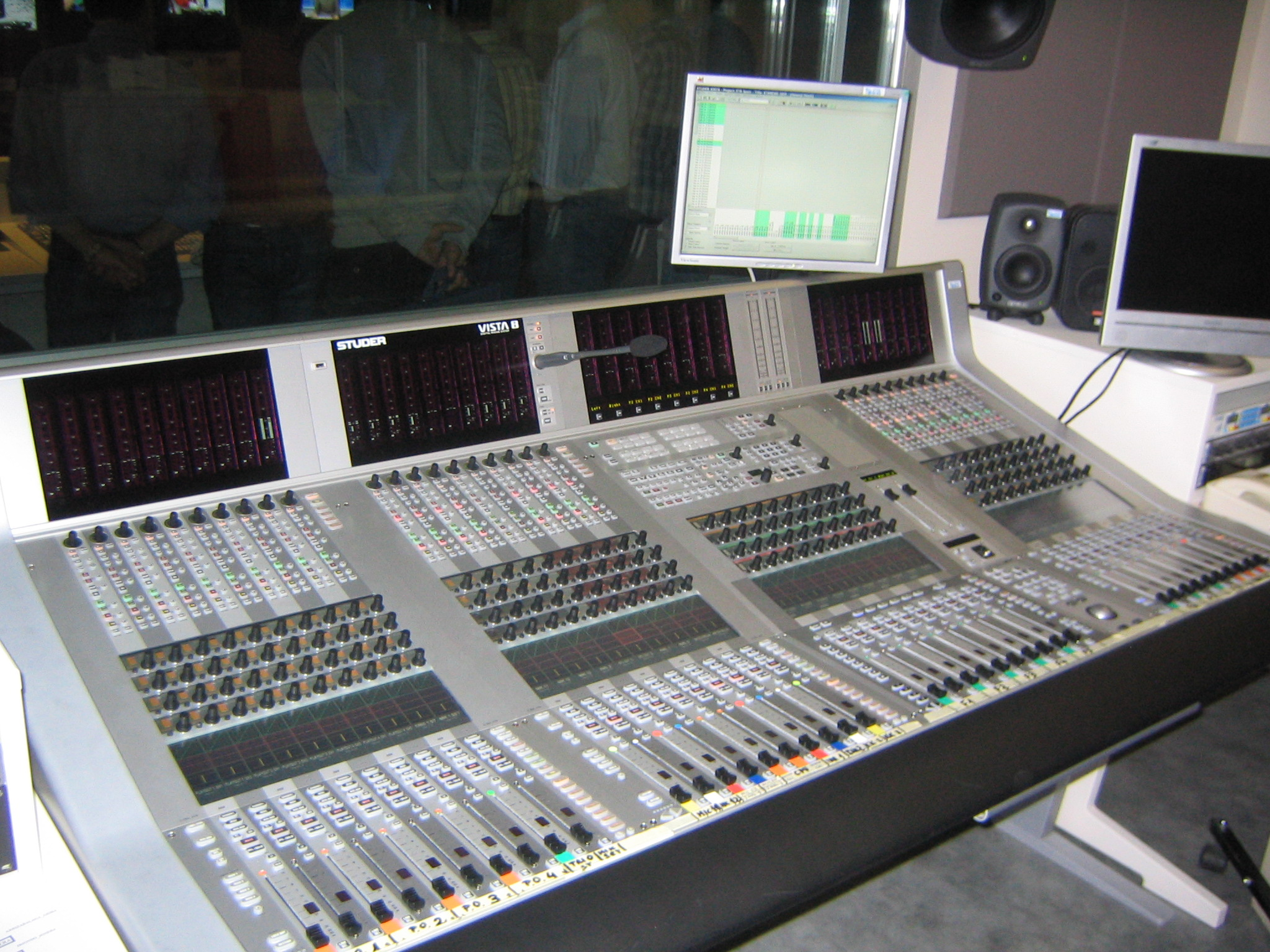
Studer Vista 8 digitális keverőpult

A Studer svájci cég, amely professzionális hangtechnika berendezéseket gyárt. 1948-ban alapította Will Studer. Elsősorban analóg szalagos hangrögzítők és keverőpultok tervezőjeként és gyártójaként ismert. A cég ezen kívül egyéb technikai megoldásokat is gyárt, például telefonos rendszereket és rádiós stúdió felszereléseket. A Studer volt a Revox márka létrehozója, de ezt 1990-ben eladták magánbefektetőknek.
A Studer analóg szalagos rögzítői általános vélemények szerint mind hangminőségben, mind megbízhatóságban a világ legjobbjai közé tartoznak. Többféle kétsávos felvevőt építettek a sztereó hangrögzítéshez a fennállásuk során A cég egyik legsikeresebb modellje a Studer-Revox A77 felvevő, amelyet 1967-ben mutattak be, és több mint 400 ezer példányban értékesítettek.
Egyike voltak a többsávos hangrögzítés újítóinak mind tervezői, mind gyártói oldalon. A J37-es négysávos modellt használta a The Beatles az 1967-es Sgt. Pepper’s Lonely Hearts Club Band albumának felvételénél. Később gyártottak nyolc, tizenhat és huszonnégy sávos rögzítőket is. Ezeket a gépeke össze is lehetett kapcsolni, így akár végtelen számú sávot lehetett velük rögzíteni. Az analóg gépeik eladásai egészen az 1990-es évekig jól fogytak, ekkor tértek át a digitális technikára.
A Studert 1994-ben felvásárolta a Harman International Industries, és az irányítást az angliai központú Soundcraft vette át.

## Külső hivatkozások
Weboldal